# レールアドベンチャー
レールアドベンチャー（RailAdventure GmbH）は、ドイツに本社を置く企業（有限会社）。2010年に設立され、ヨーロッパ各地への鉄道車両の輸送や試運転、車両の貸し出しなどの事業を手掛けている。

## 概要
「レールアドベンチャー」の基礎となったのは、2006年に実施された、シーメンスの「ユーロスプリンター（ES64U4）」を用いた電気機関車の世界最高速度の更新に向けたプロジェクトである。このプロジェクトは同年9月2日にドイツで最高速度357 km/hを樹立した事で達成されたが、以降も事業は継続して行われ、2010年には現在の有限会社（GmbH）の形態へと移管した。
その後、2021年4月にはイギリスの列車運行会社であるハンソン・アンド・ホール・レールサービス（Hanson & Hall Rail Services）を買収した他、同年5月にはオランダの企業「レールエキスパート（Railexperts）」の過半数の株式を獲得した。更に同社はフランスのトラックフェル（Trackfer）社も傘下に収めており、2023年に「レールアドベンチャー・フランス（Railadventure France）」に社名を変更させている。
2021年以降、本社はミュンヘン近郊のプラッハ・イム・イーザルタールにあるグロースヘッセローエ・イザールタール駅（Großhesselohe Isartalbahnhof）の駅舎内に設けられており、同所でビール醸造所（Isartaler Bahnhofsbräu）も運営している。また、ブラウンシュヴァイクでは「ツークオテル（Zughotel）」と呼ばれる、鉄道車両の各種試験実施時の拠点に使用可能な施設の運営を実施している。他にも各企業を買収した事により、イギリス（RailAdventure UK Ltd.）、フランス（RailAdventure France SAS）、オランダにも子会社や支社を有している。

## 主な所有車両
以下、レールアドベンチャーが所有する主要な鉄道車両を記す。

### 機関車
- 103形電気機関車 - 西ドイツ国鉄（現：ドイツ鉄道）が導入した高速電気機関車。レールアドベンチャーは1両を所有している[6]。
- 111形電気機関車 - 西ドイツ国鉄が導入した旅客用電気機関車。レールアドベンチャーは5両を所有している。
- 139形電気機関車（ドイツ語版） - 西ドイツ国鉄が導入した貨物用電気機関車。レールアドベンチャーは1両を所有している。
- ES64U4形電気機関車（ドイツ語版） - シーメンスが展開した電気機関車ブランド「ユーロスプリンター」の1形式。レールアドベンチャーはドイツおよびイタリアの列車運行会社から購入した2両を所有している[3]。
- Re620形電気機関車 - スイス国鉄が導入した強力な電気機関車。レールアドベンチャーが所有する2両はSBBカーゴから購入した試作車2両である[7]。
- 1600形電気機関車（オランダ語版） - オランダで使用されている電気機関車。レールアドベンチャーはレールエキスパートから継承した4両を所有している[2]。
- ユーロ6000（ドイツ語版） - シュタッドラー・レールが展開する交直流電気機関車。2023年に1両が発注されており、2025年以降フランスを始めとした各国で使用される事になっている[3]。

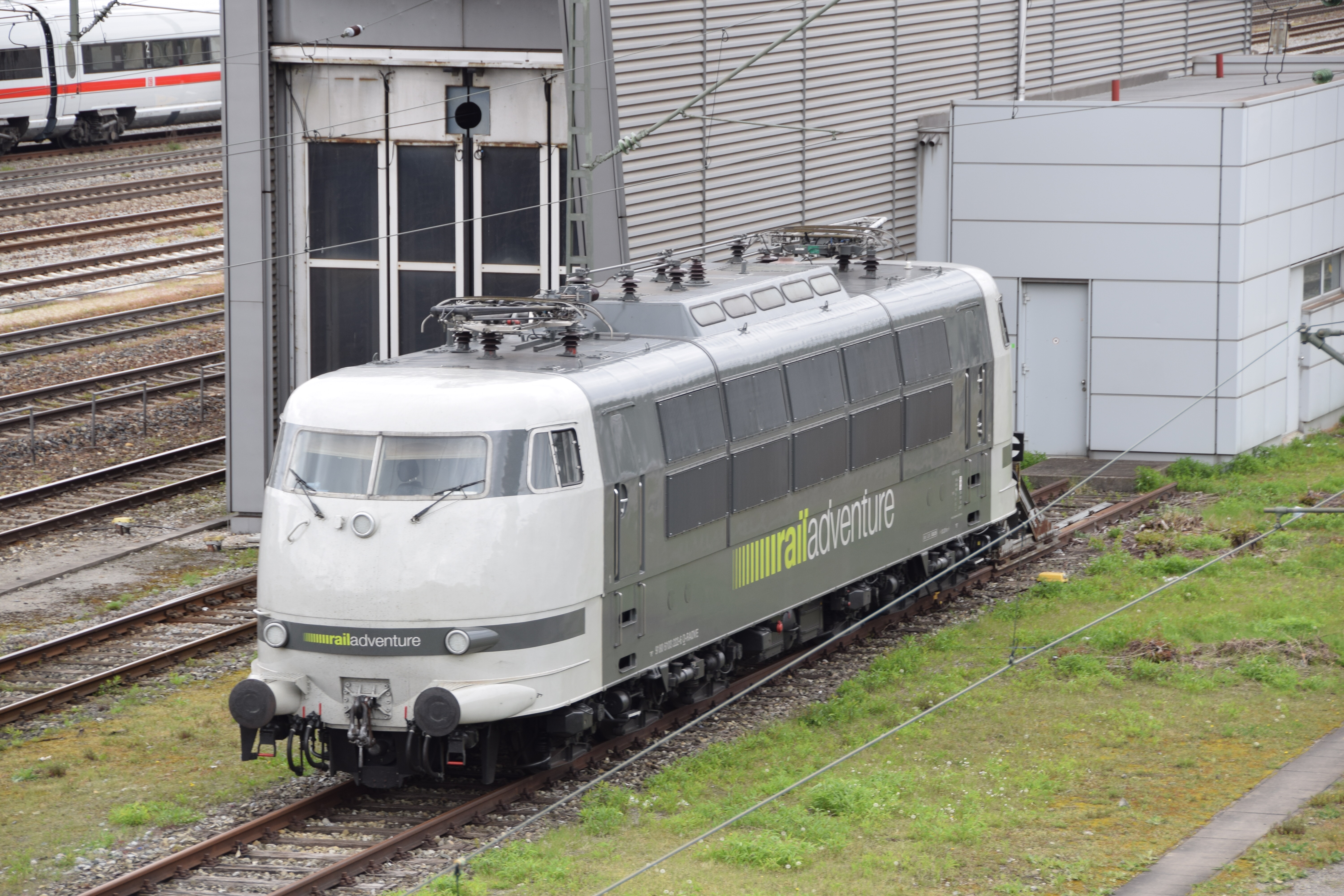
103形電気機関車（2015年撮影）
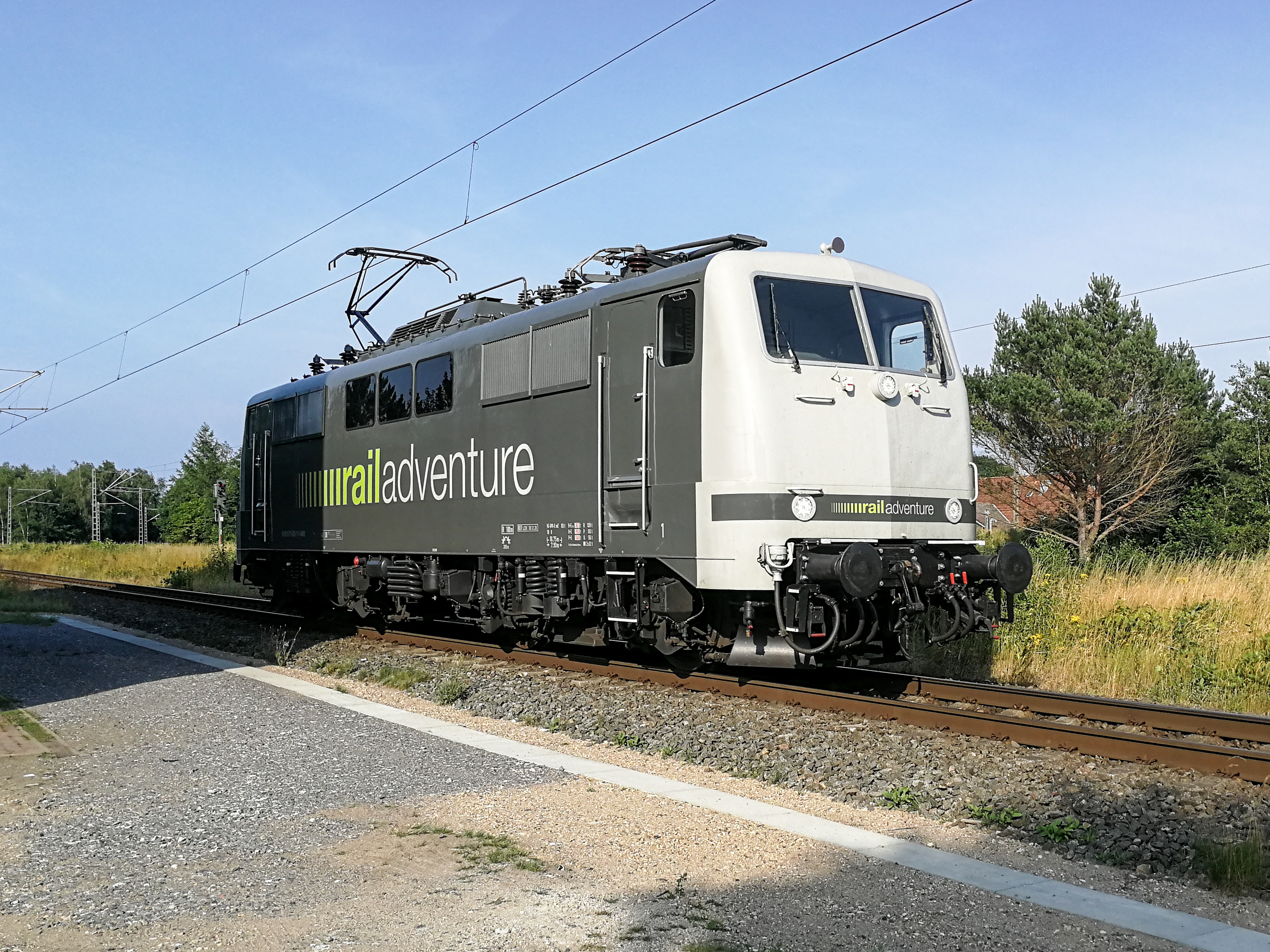
111形電気機関車（2021年撮影）
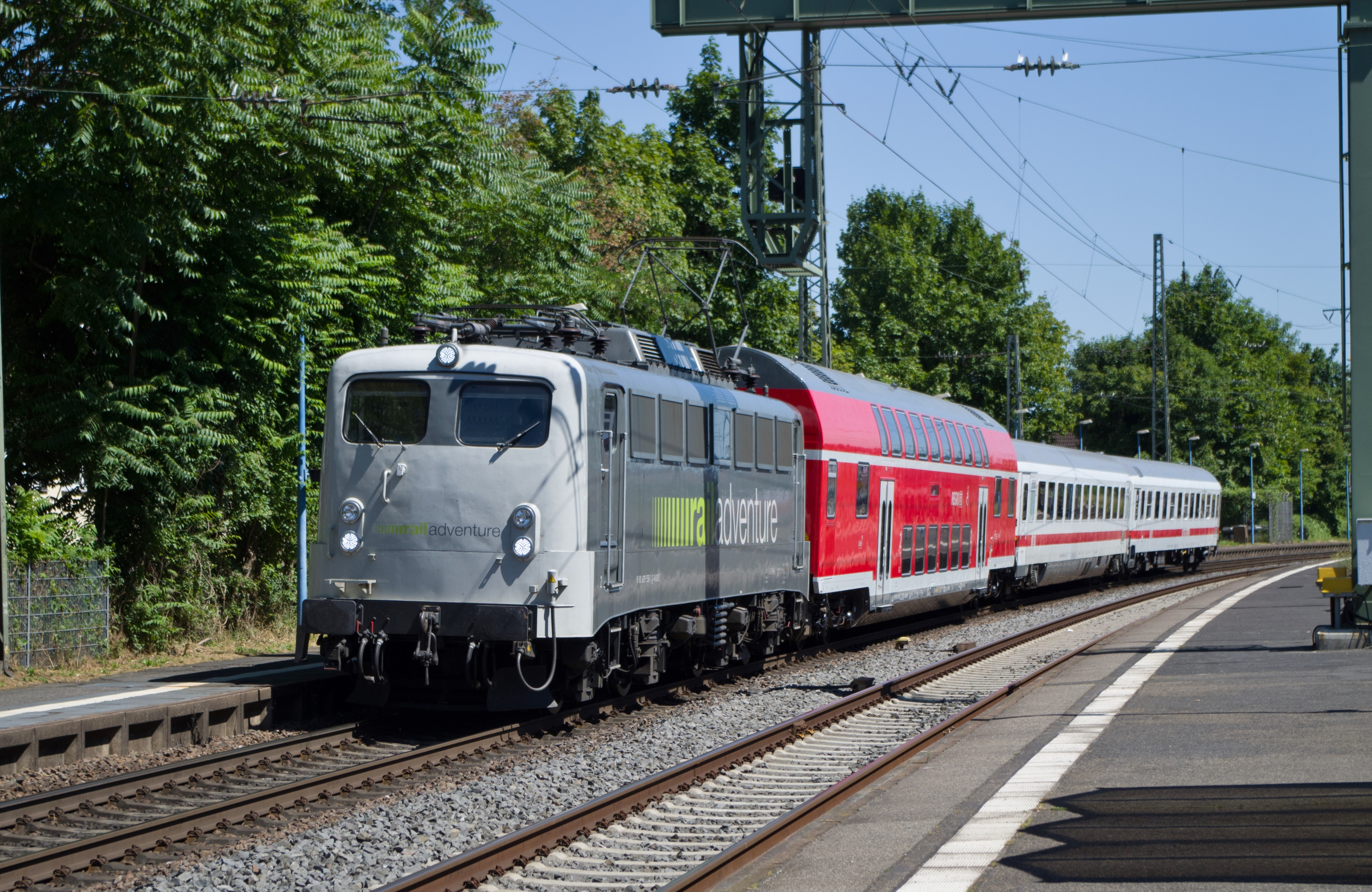
139形電気機関車（2015年撮影）
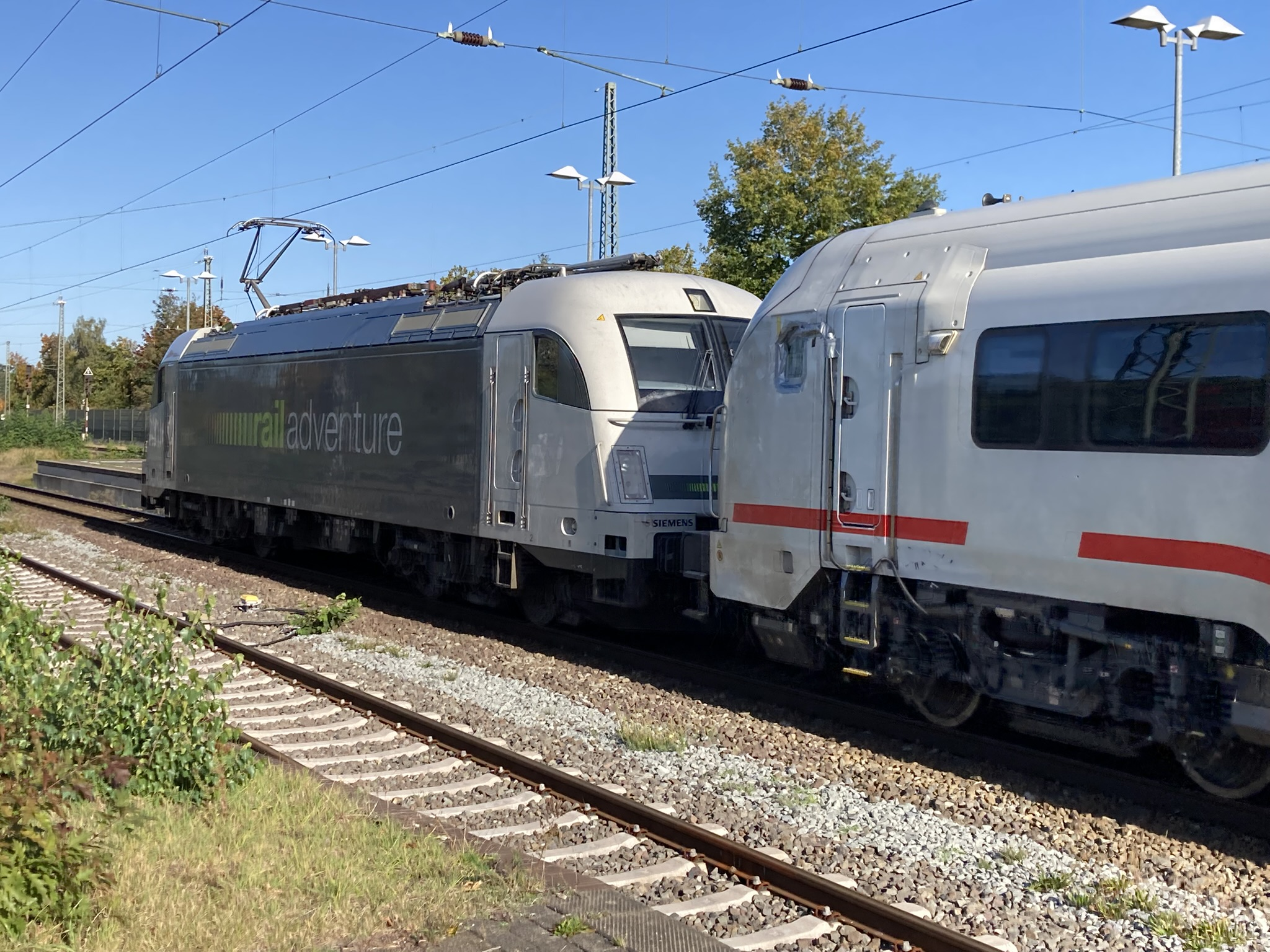
ES64U4形電気機関車（2024年撮影）
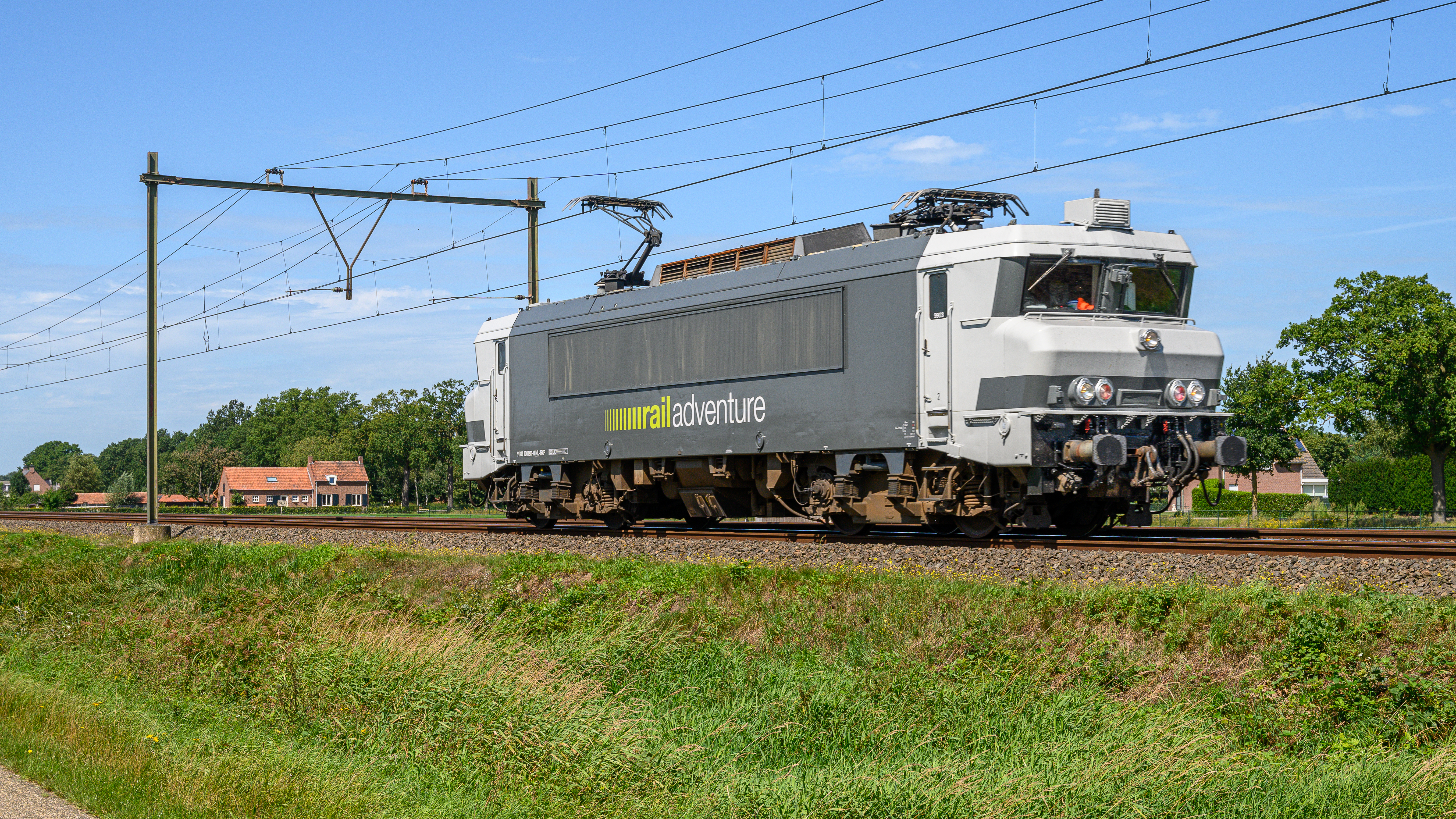
1600形電気機関車（2021年撮影）

- 365形ディーゼル機関車（ドイツ語版） - 西ドイツ国鉄が導入した入換用ディーゼル機関車。レールアドベンチャーは1両を所有している。
- ER20形ディーゼル機関車（ドイツ語版） - シーメンスが展開したディーゼル機関車ブランド「ユーロランナー（ドイツ語版）」の1車種。レールアドベンチャーは1両を所有している[3]。
- 43形ディーゼル機関車（英語版） - イギリスの高速列車「HST」用に開発されたディーゼル機関車。ハンソン・アンド・ホール・レールサービスの買収に合わせてイギリス国内の鉄道車両リース企業から8両を購入し、うち6両がイギリス国内外の車両輸送用に使われている一方、残りの2両は部品供給用の予備車となっている[1][8]。
- DE 18形ディーゼル機関車（ドイツ語版） - フォスロが開発したディーゼル機関車。主にフランス国内で使用されている[9]。

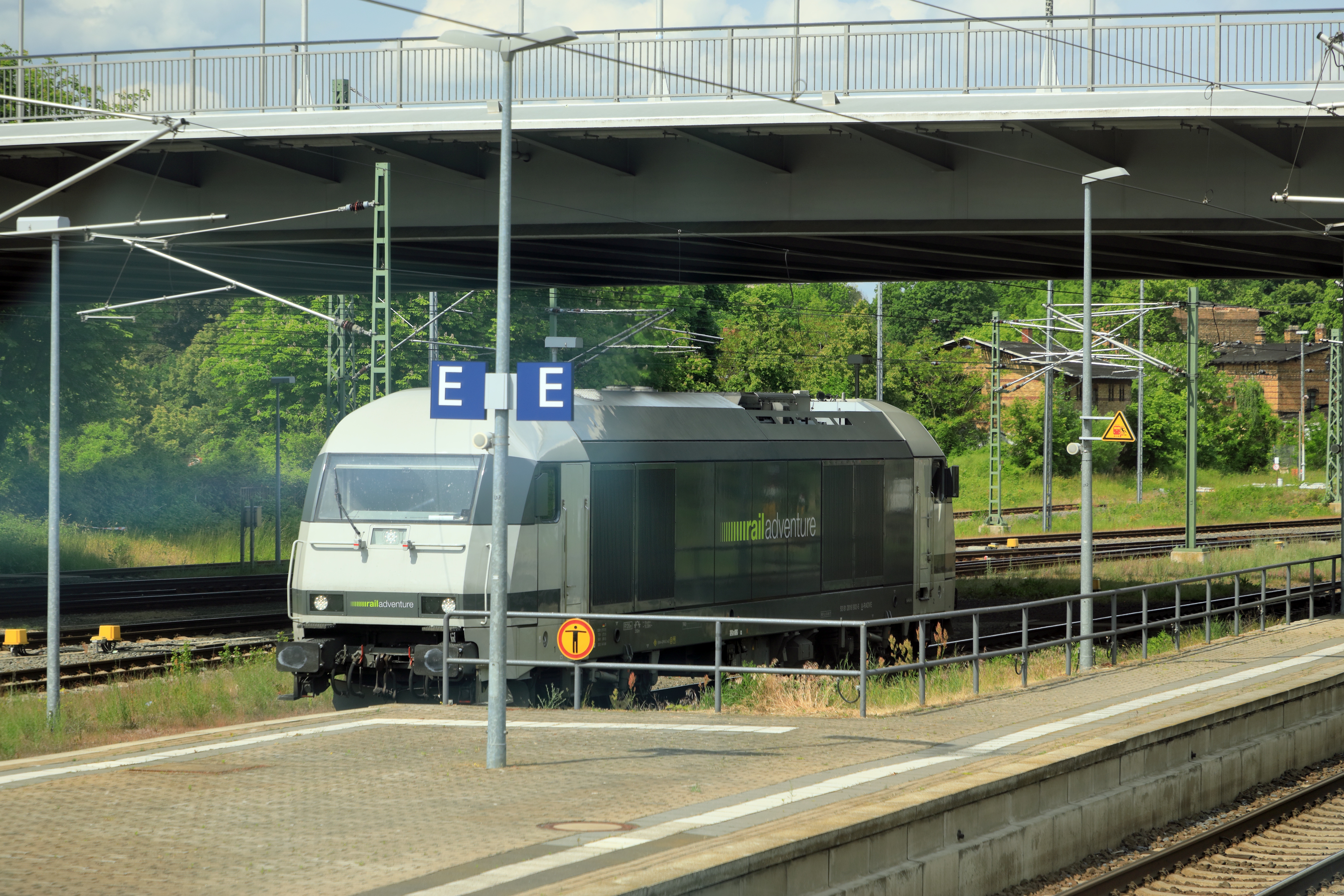
ER20形ディーゼル機関車（2023年撮影）
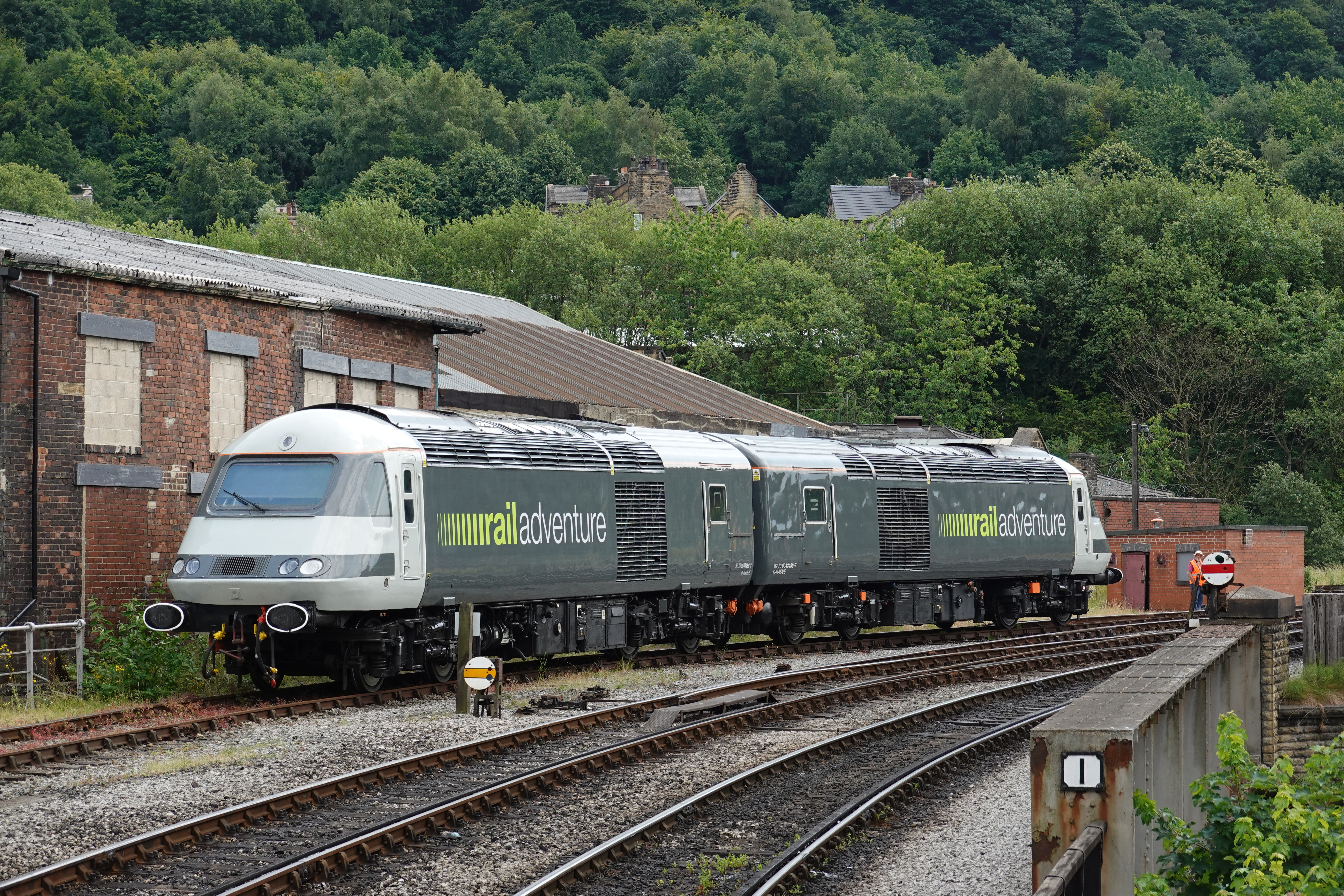
43形ディーゼル機関車（2023年撮影）
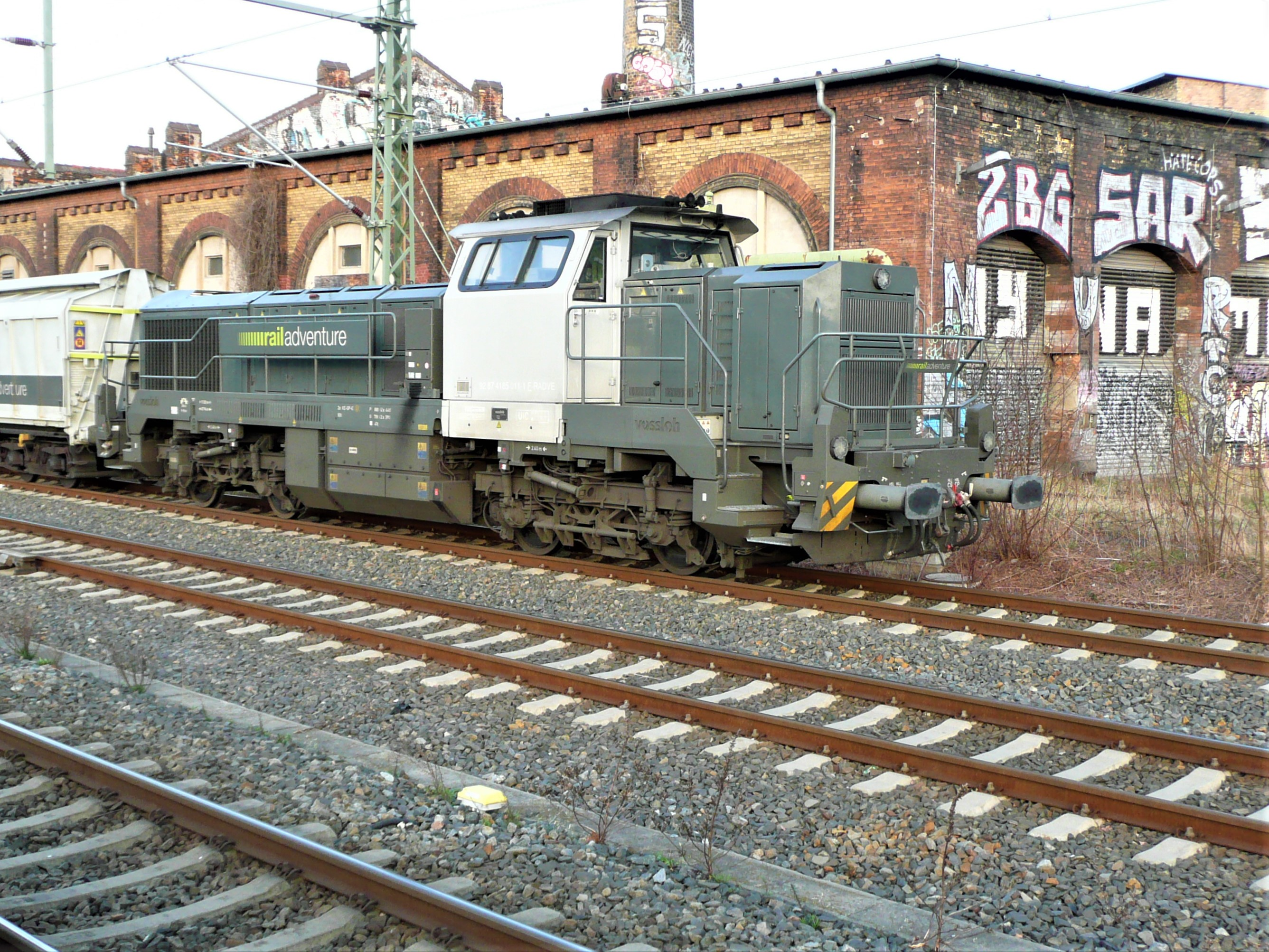
DE18形ディーゼル機関車（2022年撮影）

### 客車
- ルクソン（Luxon） - 1960年代にTEE用として西ドイツ国鉄が導入したパノラマ客車「AD4üm-62（ドイツ語版）（→SRmz）」を改造した車両。運用にあたっては塗装変更に加えて外装、電気機器の大規模な改修が行われており、個人や団体など各種の貸切運転に対応している[10][11]。

ルクソン（2019年撮影）

### その他車両

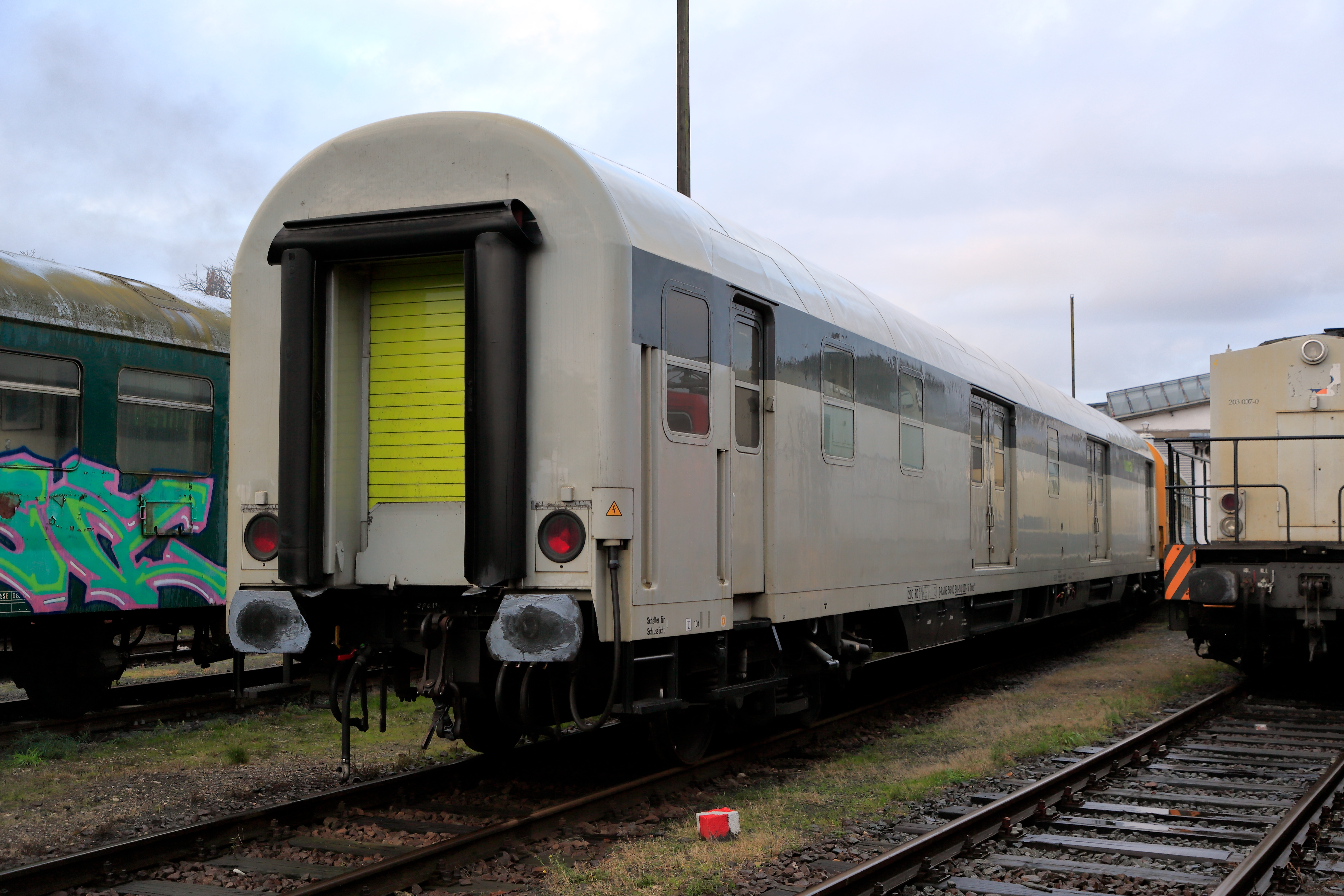
控車（旧：西ドイツ国鉄の客車）（2024年撮影）
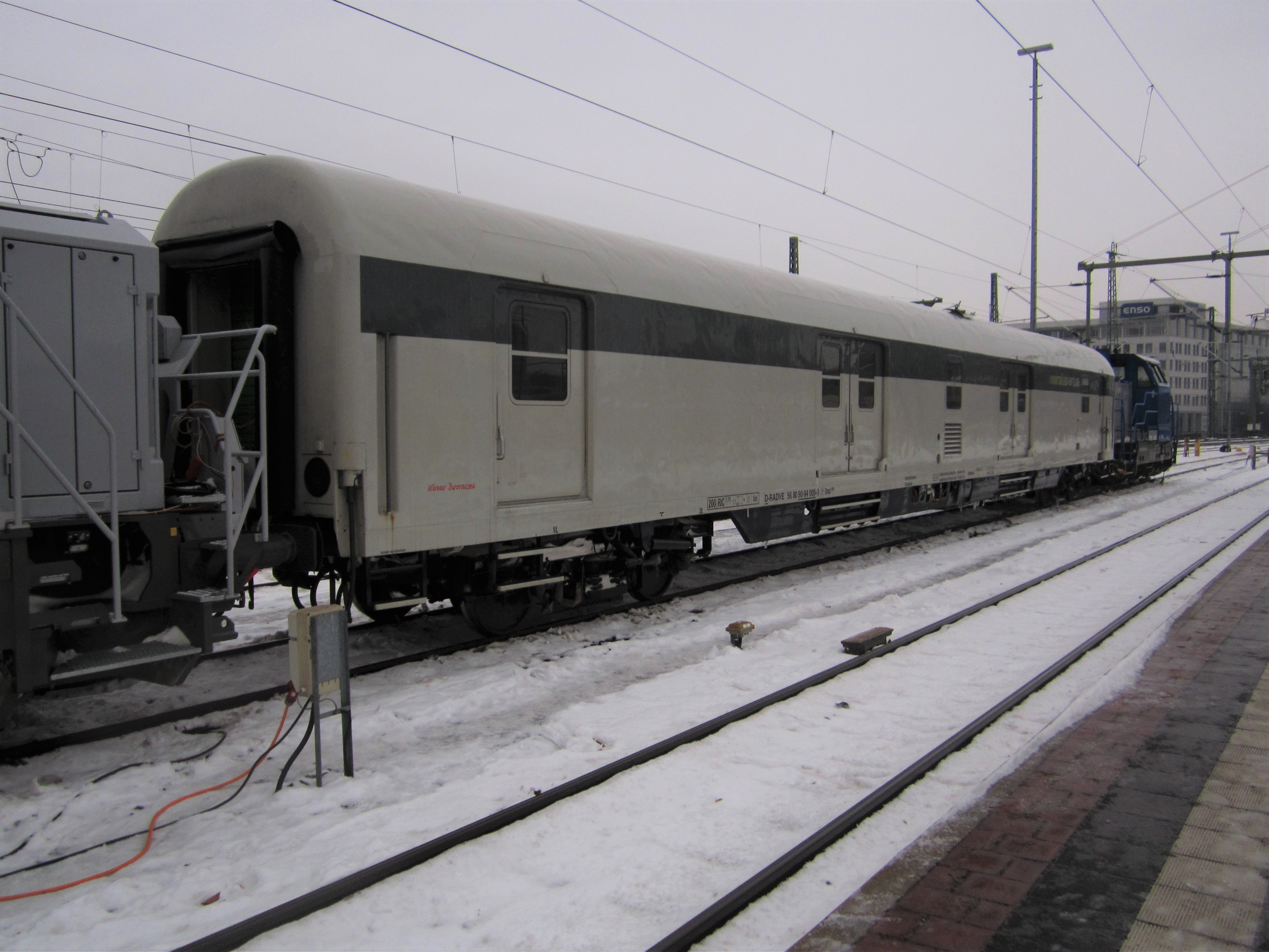
控車（旧：西ドイツ国鉄の客車）（2012年撮影）
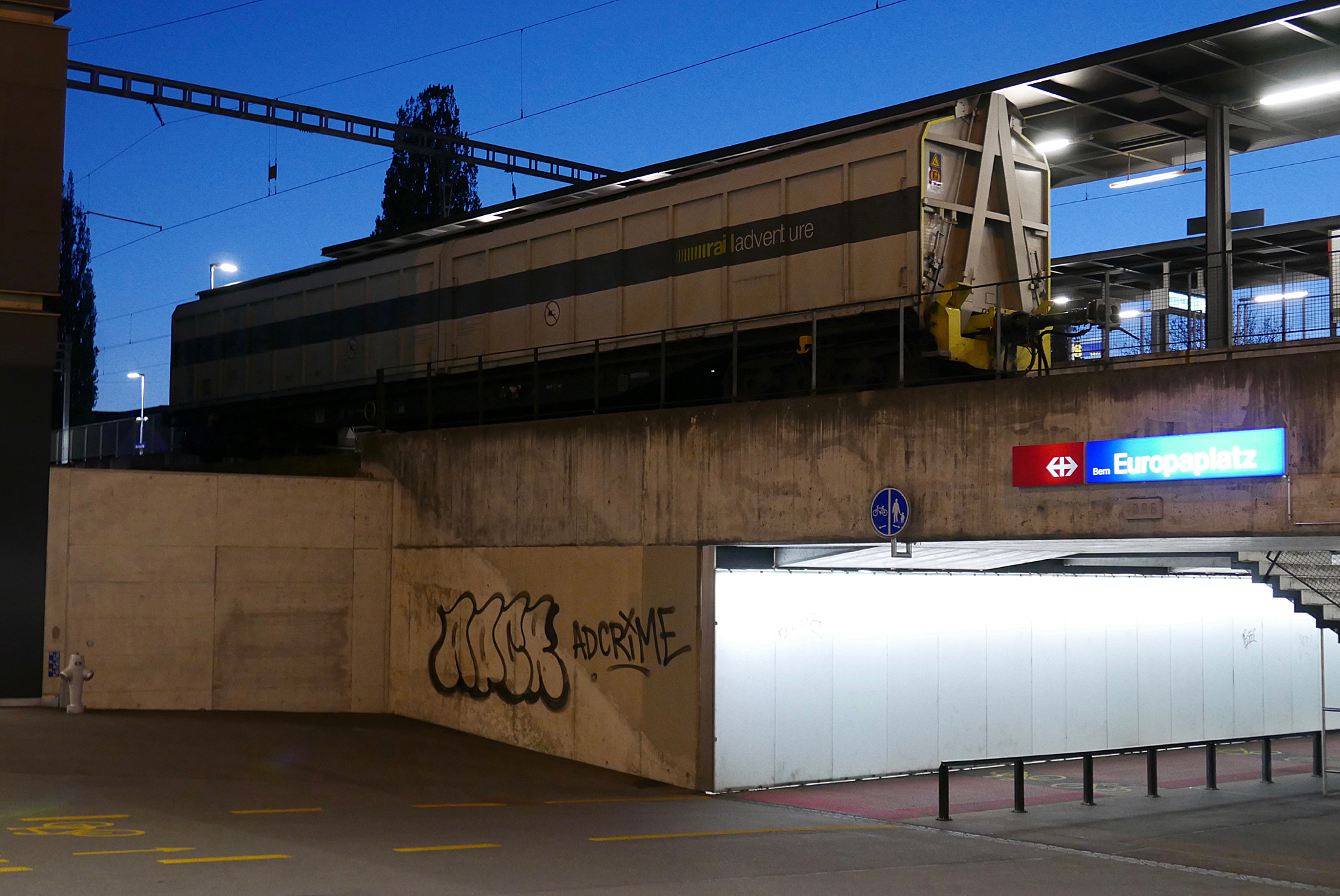
控車（有蓋車： Habfis）（2017年撮影）

### 台車
- ロコバギー（Loco Buggy） - 2015年以降使用されている、鉄道車両が搭載可能な輸送台車。多くのヨーロッパ諸国で採用されている1,435 mm（標準軌）と異なる軌間の車両の輸送に適している他、事故により自力走行が不能となった標準軌の車両の輸送にも使われる[4][2][12]。

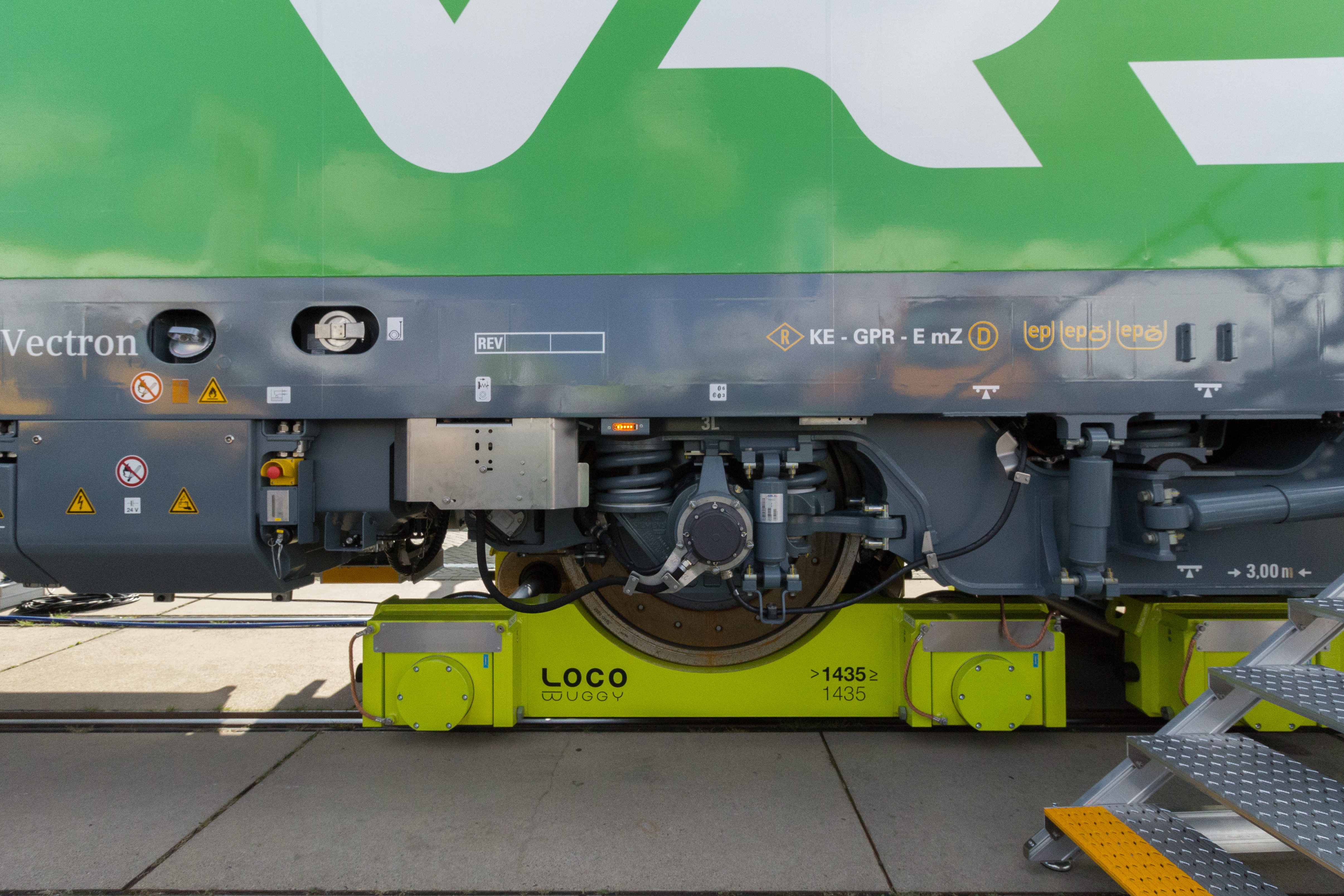
ロコバギー（2016年撮影）
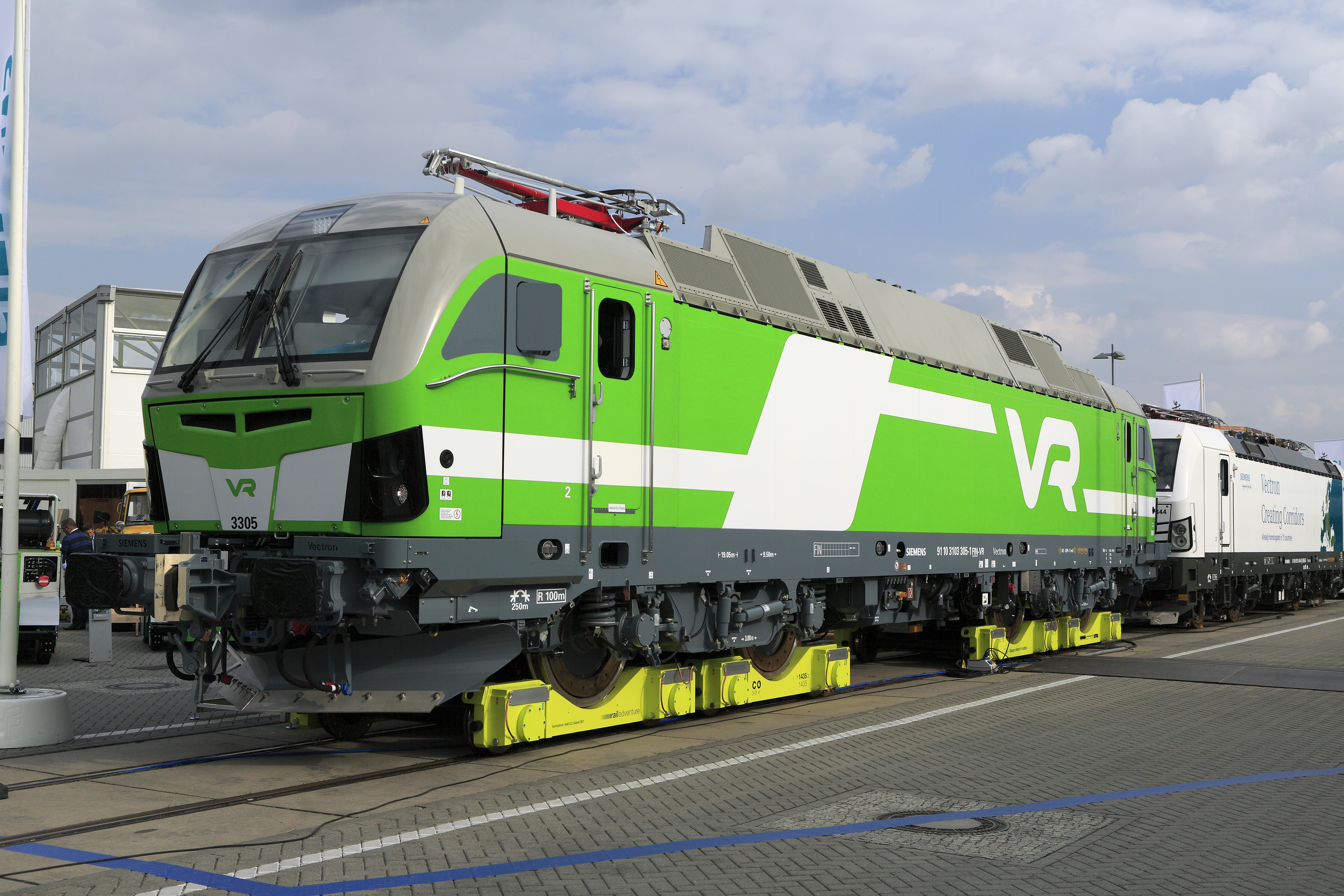
使用例（軌間1,524 mmの電気機関車）（2016年撮影）
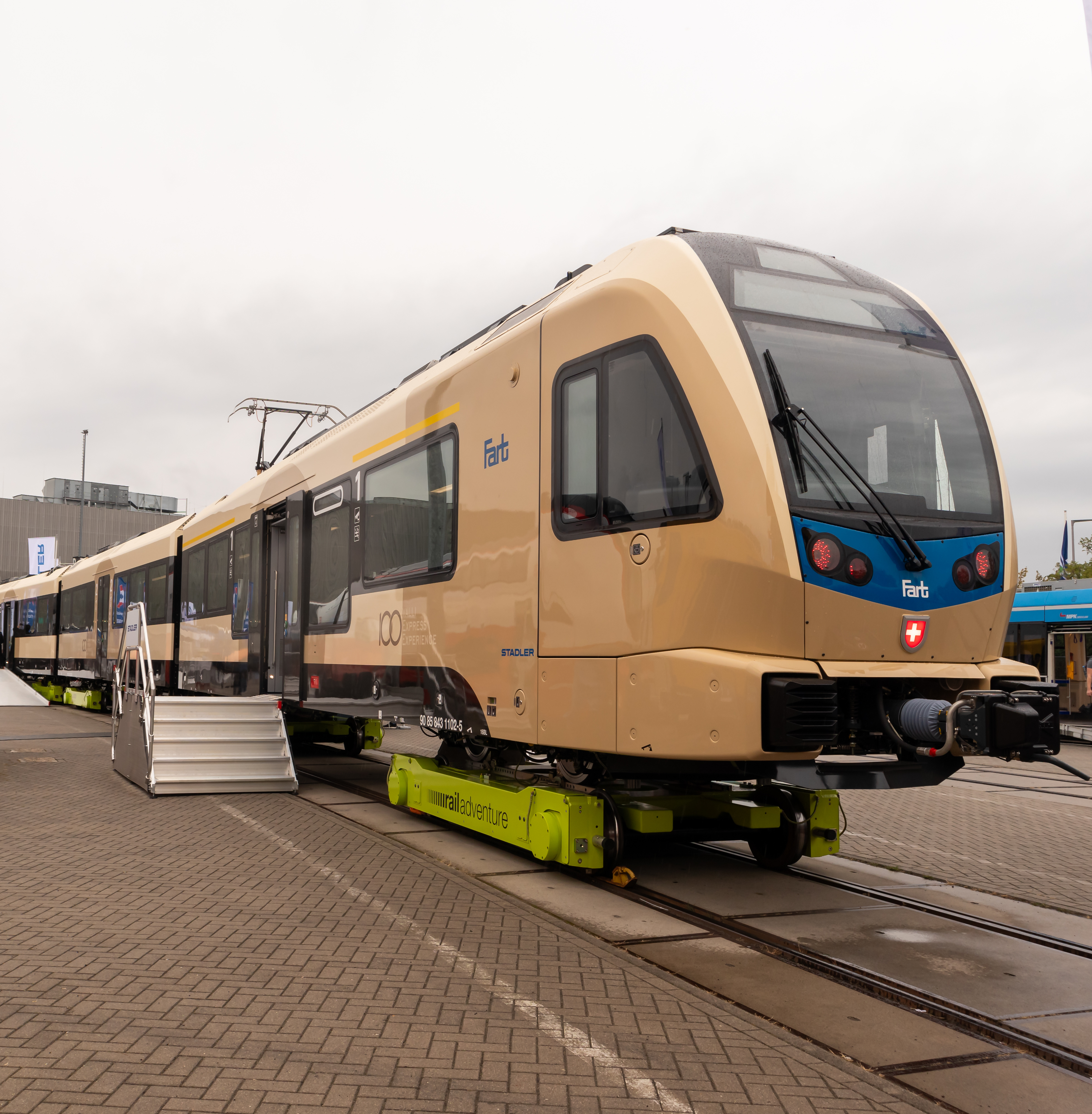
使用例（軌間1,000 mmの電車）（2024年撮影）